# نظام بيئي اجتماعي

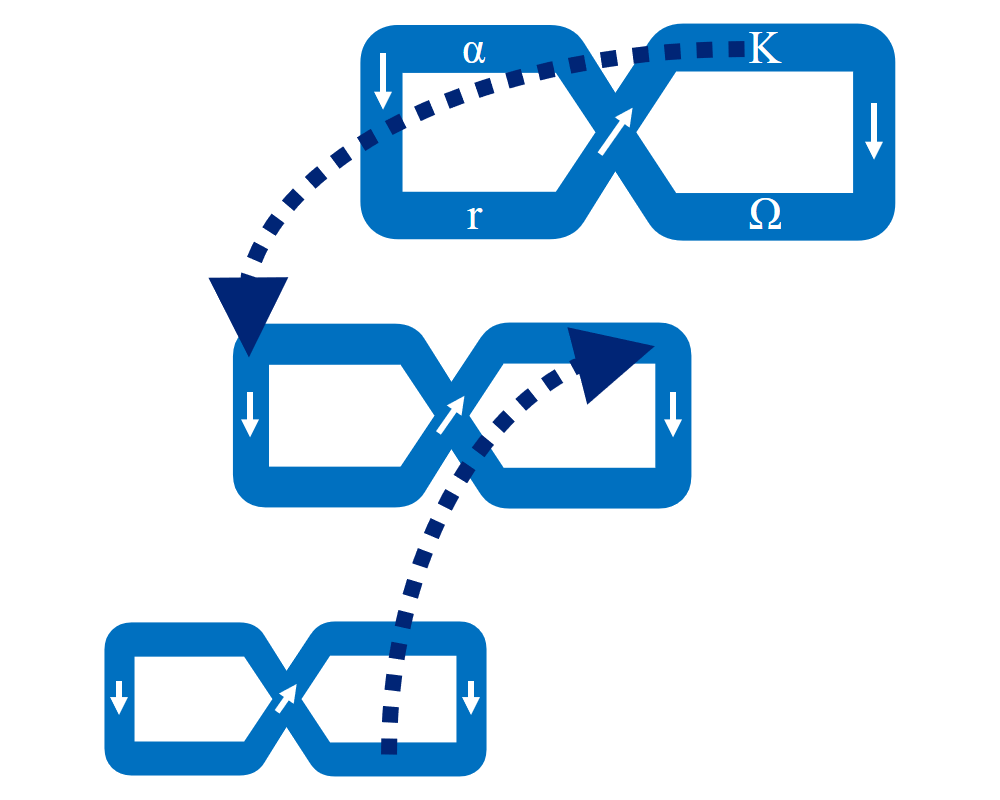

يتكون النظام الاجتماعي البيئي (بالإنجليزية: Socio-ecological system) من وحدة «بيولوجية جغرافية مادية» والجهات الفاعلة والمؤسسات الاجتماعية المرتبطة بها. النظام البيئي الاجتماعي معقدة ومتكيفة ومحددة بواسطة الحدود المكانية والوظيفية المحيطة معينة النظم الإيكولوجية وسياق مشاكلها.